# Kogon (ville)
Kogon, ou Kagan (en russe : Каган, en ouzbek : Kogon, Когон), autrefois Novaïa Boukhara (la Nouvelle-Boukhara), est une ville d'Ouzbékistan dans la province de Boukhara. Elle comptait en 1991 49 800 habitants et 86 745 habitants en 2009. C'est le chef-lieu administratif du district de Kogon.

## Historique
La localité est fondée en 1888 sous le nom de Novaïa Boukhara (la Nouvelle-Boukhara) pour accueillir les ouvriers et employés russes chargés de la construction de la ligne de chemin-de-fer Transcaspienne Krasnovodsk-Tachkent jusqu'à la gare de Boukhara-1, située à 12 kilomètres de Boukhara.
En août 1920, la petite ville sert de base arrière aux régiments de l'Armée rouge dans le but de faire tomber l'émirat de Boukhara reconstitué à la faveur de la guerre civile russe.
Dans la nuit du 9 au 10 juillet 2008, une explosion a lieu au dépôt de munitions de la base militaire de Kogon qui provoque officiellement la mort de trois hommes et l'évacuation d'une grande partie de la ville.

## Population
En 1989, la population de la ville était de 48 054 habitants. Elle s'étend sur 20 km2.

## Économie
Le 23 mai 1961, par ordre de la direction principale de l'industrie gazière du Conseil des ministres de l'URSS, la Directive no 123 a été établie dans la ville pour la construction du gazoduc Boukhara-Oural, qui a été mis en service en 1966.
À 40 kilomètres de Kogon se trouve le groupe de champs gaziers de Kogon, qui comprend quatre zones : Sary-Tash, Karaul-Bazar, Jarkak et Setalan-Tepe. Il y a également des usines de traitement du pétrole et des graisses, ainsi que des usines de nettoyage du coton. Le 16 mai 2011, l'ouverture de l'usine de gypse KNAUF Boukhara pour la production de panneaux KNAUF a eu lieu,.

## Religion
La ville compte effectivement deux mosquées sunnites, la mosquée Alisher Navoi et la mosquée Shom, ainsi qu'une mosquée chiite, la mosquée Zirabad « Abdullah bin Mubarak »,. On y trouve également une église orthodoxe dédiée à Saint-Nicolas le Wonderworker, ainsi qu'un ancien bâtiment de synagogue.

## Cultes
- Entre Kogon et Boukhara se trouve le mausolée de Bahâ’uddin Naqshband, érudit tadjik du XIVe siècle, rénové en 2003
- La petite église orthodoxe Saint-Nicolas a été construite en ville en 1968.

## Transport
Au début du XXe siècle, une voie ferrée à voie étroite a été construite entre Boukhara et Nouvelle Boukhara (Kogon) grâce aux fonds fournis par l'émir de Boukhara. En 1922, la gare de Kogon a été rebaptisée Boukhara I et la gare terminale située à 12 kilomètres de Kogon (dans la ville de Boukhara elle-même) est devenue connue sous le nom de Boukhara II. Entre les gares de Boukhara I et Boukhara II, un train de banlieue fonctionnait sous le nom familier de « Boukharka » jusqu'aux années 1960. Depuis les années 1960, seule la desserte de fret est disponible sur cette section (le service voyageurs a brièvement repris en 1994). En 1990, la construction d'une ligne de trolleybus interurbain entre Boukhara et Kogon a commencé, mais plus tard, la construction a été mise en attente et n'a jamais repris.
- Chemin-de-fer jusqu'à Tachkent
- La ligne d'autobus qui reliait Kogon à Boukhara a cessé son activité en 2008.